# Чадаєв Яків Єрмолайович
Яків Єрмолайович Чадаєв (10 грудня 1904, селище Омутнінського заводу Глазовського повіту В'ятської губернії, тепер місто Омутнінськ Кіровської області, Російська Федерація — 30 грудня 1985, місто Москва, тепер Російська Федерація) — радянський діяч, заступник голови Ради міністрів (Ради народних комісарів) РРФСР, керуючий справами РНК (РМ) СРСР, економіст, доктор економічних наук (1962).

## Життєпис
Народився в родині робітника. З вересня 1916 року працював учнем та підручним на Омутнінському металургійному заводі, потім у лісництві. У 1919 році вступив до комсомолу (РКСМ).
У травні 1919 — травні 1920 року — секретар Омутнінського окружного комітету РКСМ В'ятської губернії.
У травні 1920 — березні 1923 року — у загоні боротьби із дезертирством.
У березні 1923 — грудні 1930 року — інструктор, завідувач організаційного відділу, член правління Вотської обласної Спілки споживчих товариств.
Член ВКП(б) з 1929 року.
У грудні 1930 — листопаді 1932 року — член президії, заступник голови Вотської (Удмуртської) обласної планової комісії.
З січня 1933 року — старший економіст Державної планової комісії при РНК СРСР; заступник начальника сектору економіки виробництва Державної планової комісії при РНК СРСР.
До 1937 року навчався у Всесоюзній плановій академії імені В. М. Молотова в Москві.
У серпні 1937 — травні 1938 року — заступник голови Державної планової комісії при РНК РРФСР.
22 травня 1938 — травень 1939 року — голова Державної планової комісії при РНК РРФСР.
Одночасно 17 вересня 1938 — травень 1939 року — заступник голови Ради народних комісарів РРФСР.
У травні 1939 — вересні 1940 року — заступник голови Комісії радянського контролю при РНК СРСР.
У листопаді 1940 року переведений до управління справами Ради народних комісарів СРСР, де на посаді керуючого змінив Михайла Хломова.
14 листопада 1940 — 13 березня 1949 року — керуючий справами Ради народних комісарів (з березня 1946 року — Ради міністрів) СРСР.
У серпні 1949 — 13 серпня 1950 року — заступник голови Державної планової комісії при РМ РРФСР.
13 серпня 1950 — 4 травня 1957 року — голова Державної планової комісії при РМ РРФСР.
Одночасно 26 березня 1955 — 4 червня 1957 року — заступник голови Ради міністрів РРФСР.
4 травня 1957 — червень 1958 року — 1-й заступник голови Державного планового комітету РРФСР.
Одночасно 6 червня 1957 — 13 червня 1958 року — міністр РРФСР.
У червні 1958 — травні 1962 року — заступник голови Державного планового комітету РРФСР.
У травні 1962 — травні 1975 року — заступник голови Державного планового комітету РМ СРСР.
З травня 1975 року — персональний пенсіонер союзного значення в Москві.
Помер 30 грудня 1985 року в Москві.

## Нагороди
- орден Леніна (20.04.1944)
- орден Жовтневої Революції (24.05.1971)
- орден Вітчизняної війни І ст. (6.11.1945)
- два ордени Трудового Червоного Прапора (31.12.1954; 21.12.1964)
- орден «Дружби народів» (7.12.1984)
- медаль «За перемогу над Німеччиною у Великій Вітчизняній війні 1941—1945 рр.» (1945)
- медалі